# Tipos de figuras jurídicas asociativas
Hay muchos tipos societarios para organización de los empresario definidos en los sistemas legales de los países del mundo. Estos incluyen corporaciones, asociaciones, unipersonale vaint tina
s y otros tipos especializados de organización. Algunos de estos tipos se enumeran a continuación, por países. No hay que olvidar, sin embargo, que las normas que rigen determinados tipos de entidad, incluso las que se describen como más o menos equivalente, pueden diferir en mayor o menor medida entre los países que se mencionan.

## Albania
- Sh.A., Sh.a. (Shoqëri Anonime) (Sociedad Anónima)
- Sh.p.K., Sh.p.k. (Shoqëri me Përgjegjësi të Kufizuar )

## Alemania
- AG (Aktiengesellschaft) (Sociedad por acciones). Capital mínimo 50000 €.
- GmbH (Gesellschaft mit beschränkter Haftung) (Sociedad de responsabilidad limitada). Capital mínimo 25000 €.
- UG mit beschränkter Haftung (Unternehmergesellschaft mit beschränkter Haftung) (Sociedad Unipersonal de Responsabilidad Limitada). Capital mínimo 1 € y máximo 24999 €.
- Kommanditgesellschaft (Kommanditgesellschaft) (Sociedad en comandita).
- KGaA (Kommanditgesellschaft auf Aktien) (Sociedad en comandita por acciones).

## Argentina[1]
- S.A. (Sociedad Anónima)
- S.A.U. (Sociedad Anónima Unipersonal)
- S.R.L. (Sociedad de Responsabilidad Limitada)
- SAS (Sociedad por Acciones Simplificada) regulada por la Ley 27.349 sancionada en el año 2017
- SCI (Sociedad de Capital e Industria): Los socios capitalistas tienen responsabilidad subsidiaria, ilimitada y solidaria. Los socios industriales solo aportan trabajo y responden hasta la concurrencia de las ganancias no percibidas.
- SCA (Sociedad en Comandita por acciones): Los socios comanditados tienen responsabilidad subsidiaria, ilimitada y solidaria. Los socios comanditarios tienen responsabilidad limitada. El capital se divide en acciones.
- SCS (Sociedad en Comandita Simple): los socios comanditados tienen responsabilidad subsidiaria, ilimitada y solidaria. Los socios comanditarios tienen responsabilidad limitada.
- SC (Sociedad Colectiva): todos los socios tienen responsabilidad subsidiaria, ilimitada y solidaria.
- Coop. Ltda. (Cooperativa Limitada): los socios limitan su responsabilidad al aporte suscripto con el que se conforma el capital social cooperativo.

## Australia
- LTD (Limited) ("Limitada"): ≈ PLC (RU). El sufijo Ltd también puede ser utilizada por una empresa privada limitada por garantía, como una institución de caridad o universidad (estos pueden obtener la dispensa de Registro de Empresas para operar sin el sufijo).
- Pty. Ltd. (Proprietary Limited Company) ("Compañía de Propiedad Limitada"): ≈ Ltd. (RU)
- Inc. (Incorporated) ("Incorporada"): Restringido a asociaciones sin ánimo de lucro
- NL ("No liability") (No hay responsabilidad): un tipo de empresa minera que no tengan derecho a acceder a la parte no pagada precio de emisión de acciones

## Austria
- AG (Aktiengesellschaft) ("Acciones"): ≈ PLC (RU). Capital mínimo 70000 €.
- GmbH (Gesellschaft mit beschränkter Haftung) ("Sociedad de responsabilidad limitada"): ≈ Ltd. (RU). Capital mínimo 35000 €.

## Bielorrusia
- ААТ (Адкрытае акцыянернае таварыства): ≈ Public limited company (PLC) (RU), abierta
- ЗАА (Закрытае ацыянернае таварыства): ≈ Public limited company (PLC) (RU), cerrada
- ІП (індывідуальны прадпрымальнік): unipersonal
- ЧУП (Частнае унітарнае прадпрыемства): Empresa privada unitaria
- ТАА (Таварыства з абмежаванай адказнасцю): ≈ Ltd. (UK)

## Bélgica
Ambos nombres en neerlandés y en francés pueden ser usados:
| neerlandés                                                               | francés                                                        | Traducción en español                                                   | Notas                                          |
| N.V. (Naamloze Vennootschap)                                             | S.A. (Société Anonyme)                                         | S.A. (Sociedad Anónima)                                                 | ≈ PLC (RU)                                     |
| BVBA (Besloten Vennootschap met Beperkte Aansprakelijkheid)              | SPRL (Société Privée à Responsabilité Limitée)                 | S.P. de R.L. (Sociedad Privada de Responsabilidad Limitada)             | ≈ Ltd. (RU)                                    |
| EBVBA (Eenpersoons Besloten Vennootschap Met Beperkte Aansprakelijkheid) | SPRLU (Société Privée à Responsabilité Limitée Unipersonnelle) | S.P. de R.U. (Sociedad Privada de Responsabilidad Limitada Unipersonal) | Tipo de BVBA/SRPL con un solo miembro          |
| CVBA (Coöperatieve Vennootschap met Beperkte Aansprakelijkheid)          | SCRL (Société Coopérative à Responsabilité Limitée)            | S.C. de R.L. (Sociedad Cooperativa de Responsabilidad Limitada)         | Tipo de CVOA/SCRI de responsabilidad limitada  |
| CVOA (Coöperatieve Vennootschap met Onbeperkte Aansprakelijkheid)        | SCRI (Société Coopérative à Responsabilité Illimitée)          | S.C. de R.I. (Sociedad Cooperativa de Responsabilidad Ilimitada)        | Tipo de CVBA/SCRL de responsabilidad ilimitada |
| Comm. VA (Commanditaire Vennootschap op Aandelen)                        | SCA (Société en Commandite par Actions)                        | S. en C. por A. (Sociedad en Comandita por Acciones)                    | Tipo de Comm.V/SCS en comandita por acciones   |
| Comm.V (Gewone Commanditaire Vennootschap)                               | SCS (Société en Commandite Simple)                             | S. en C.S. (Sociedad en Comandita Simple)                               | Tipo de Comm.VA/SCA en comandita simple        |
| VOF (Vennootschap Onder Firma)                                           | SNC (Société en Nom Collectif)                                 | S. en N.C. (Sociedad en Nombre Colectivo)                               | ≈ general partnership                          |

## Bolivia
- Ltda./S.R.L. (Sociedad de Responsabilidad Limitada.) ≈ Ltd. o LLC
- S.A. (Sociedad Anónima.)  ≈ PLC O Inc.
- S.A.M. (Sociedad Anónima Mixta o de Economía Mixta)
- S.C. (Sociedad Colectiva) ≈ limited partnership
- S.C.A. (Sociedad en Comandita por Acciones.)  ≈ limited partnership con acciones
- S.C.S. (Sociedad en Comandita Simple.) ≈ limited partnership con acciones
- R.L. (Cooperativa de Responsabilidad Limitada)
- Asociación Accidental o de Cuentas en Participación. ≈ Joint venture
- Fundación u Organización No Gubernamental

## Bosnia y Herzegovina
- d.d. (dioničko društvo) ("sociedad anónima"): ≈ PLC (UK)
- d.o.o. (društvo s ograničenom odgovornošću) ("compañía de responsabilidad limitada"): ≈ Ltd. (UK)
- k.d. (komanditno društvo) ("sociedad limitada"): ≈ limited partnership
- d.n.o. (društvo s neograničenom solidarnom odgovornošću) ("compañía solidaria ilimitada de responsabilidad limitada"): ≈ general partnership

## Brasil
- S.A. (Sociedade Anônima) (Sociedad Anónima): ≈ PLC (RU)
- Ltda. (Limitada): ≈ Ltd. (RU)
- Sociedade em Comandita por Ações (Sociedad en Comandita por Acciones): limited partnership con acciones
- Sociedade em Comandita Simples (Sociedad en Comandita Simples): ordinary limited partnership
- Sociedade em Nome Coletivo (Sociedad en Nombre Colectivo): ≈ general partnership
- Sociedade em conta de participação: ≈ general partnership
- Sociedade em comum: ≈ general partnership
- Cooperativa ≈ general partnership
- Empresa individual (firma individual): ≈ individual enterprise
- Micro empreendedor individual: ≈ individual enterprise
- Empresa pública: ≈ Government-owned corporation
- Sociedade de economia mista: ≈ Government-owned corporation
- Associação em sentido estrito (sem finalidade lucrativa): ≈ nonprofit association
- Organização não governamental: ≈ nonprofit association
- Organização da sociedade civil de interesse público: ≈ nonprofit association
- Organização social: ≈ nonprofit association
- Serviços sociais autônomos: ≈ nonprofit association
- Fundação privada: ≈ private foundation
- Fundação pública: ≈ public foundation

## Bulgaria
- AD/АД (Aktsionerno drujestvo / Акционерно дружество): ≈ PLC (RU)
- OOD/ООД (Drujestvo s ogranichena otgovornost / Дружество с Ограничена Отговорност): ≈ Ltd. (RU)
- EAD/ЕАД (Ednolichno Aktsionerno Druzhestvo / Еднолично Акционерно Дружество): tipo de AD con un solo miembro
- EOOD/ЕООД (Ednolichno Druzhestvo s Ogranichena Otgovornost / Еднолично Дружество с Ограничена Отговорност): tipo de OOD con un solo miembro
- ADSITz/АДСИЦ (Aktsionerno Druzhestvo sus Spetsialna Investitsionna Tsel / Акционерно Дружество със Специална Инвестиционна Цел): real estate investment trust
- KD/КД (Komanditno Druzhestvo/Командитно Дружество): ≈ limited partnership
- KDA/КДА (Komanditno Druzhestvo s Aktzii / Командитно Дружество с Акции): limited partnership con acciones
- SD/СД (Subiratelno Druzhestvo / Събирателно Дружество): ≈ general partnership, pero con personalidad legal
- ET (Ednolichen Turgovetz/Едноличен Търговец): sole proprietorship

## Chile
- S.A. (Sociedad Anónima)
- LTDA. (Sociedad de Responsabilidad Limitada)
- C.P.A (Comandita por Acciones)
- EIRL (Empresa Individual de Responsabilidad Limitada)
- S.P.A (Sociedad por Acciones)

## China
- 股份有限公司: ≈ PLC (RU)
- 有限公司: ≈ Ltd. (RU).

## Colombia
- Sociedad Anónima (S.A.): ≈ plc.
- Sociedad por Acciones Simplificada: (S.A.S.)
- Sociedad de Responsabilidad Limitada: ≈  (Ltda.)
- Sociedad Colectiva: (S.C.)
- Comandita Simple: (S. en C.)
- Comandita por Acciones: (S.C.A.)
- Empresa Unipersonal: (E.U.)

## Corea del Sur
- 주식회사 or 株式會社 (jusik hoesa): ≈ PLC (RU)
- 유한회사 or 有限會社 (yuhan hoesa): ≈ Ltd. (RU)
- 합자회사 or 合資會社 (hapja hoesa): corporación similar a limited partnership
- 합명회사 or 合名會社 (hapmyoung hoesa): corporación similar a general partnership

## Croacia
- d.d. (dioničko društvo) ("sociedad anónima"): ≈ PLC (UK)
- d.o.o. (društvo s ograničenom odgovornošću) ("compañía de responsabilidad limitada"): ≈ Ltd. (UK)
- komanditno društvo ("sociedad limitada"): ≈ limited partnership
- javno trgovačko društvo ("compañía de comercio publico"): ≈ general partnership

## Dinamarca
- A/S (Aktieselskab): ≈ PLC (RU). Capital mínimo DKK 500000.
- ApS (Anpartsselskab) (Sociedad de Responsabilidad Limitada): ≈ Ltd. (RU). Capital mínimo DKK 125000.
- A.M.B.A. (Andelsselskab med begrænset ansvar) (Cooperativa de Responsabilidad Limitadas

): limited liability cooperative
- K/S (Kommanditselskab): ≈ limited partnership
- I/S (Interessentskab): ≈ general partnership

## Eslovaquia
- a.s. (Akciová spoločnosť)): ≈ PLC (UK). Capital mínimo 25000 €. Debe tener un consejo de vigilancia además del consejo de administración.
- s.r.o (Spoločnosť s ručením obmedzeným): ≈ Ltd. (RU)

## Eslovenia
- d.d. (Delniška družba): ≈ PLC (RU)
- d.o.o. (Družba z omejeno odgovornostjo): ≈ Ltd. (RU)

## Espacio Económico Europeo(incluyendo laUnión Europea)
- SE (Societas Europaea): una Compañía Pública Limitada europea (Societas Europaea es Latín para "Compañía Europea").
- SCE (Societas Cooperativa Europaea): una Cooperativa Europea (Societas Cooperativa Europaea es Latín para "Sociedad Cooperativa Europea").

Una SE o SCE puede ser creada por registro en cualquier miembro de las UE/EEE, y está sujeto al Estatuto de la Compañía Europea. Podrá trasladar su domicilio social a cualquier otro UE / EEE, los Estados miembros con un mínimo de formalidades.
- EEIG (European Economic Interest Grouping): AEIE (Agrupación Europea de Interés Económico): una entidad jurídica de la UE diseñado para permitir la cooperación transfronteriza entre empresas. Tiene una responsabilidad ilimitada y no se hace responsable por el impuesto de sociedades.
- (propuesta) SPE (Societas Privata Europaea): sociedad europea de responsabilidad limitada, lo que corresponde a Ltd, GmbH, etc. Este tipo de empresa está siendo propuesta por la Comisión Europea.

## España
- Sociedad anónima (S.A.). Capital mínimo 60.000 €. sociedad de naturaleza mercantil, cualquiera que sea su objeto, cuyo capital integrado por las aportaciones de los socios, está dividido en acciones transmisibles que atribuyen a su titular la condición de socio, el cual disfruta del beneficio de la responsabilidad limitada, y no responde personalmente de las deudas de la sociedad. Es una sociedad eminentemente capitalista, que requiere para su constitución un capital mínimo de 60.101,21 euros que debe estar integrado por las aportaciones de los socios, que pueden ser en dinero, o bienes muebles o inmuebles.
- Sociedad limitada (S.L.). Sin capital mínimo conforme a la normativa vigente desde 2022; la S.L.N.E. (Sociedad limitada nueva empresa) ha sido eliminada.
- Sociedad Limitada Laboral (S.L.L.).
- Sociedad Cooperativa (S.Coop). Número de socios mínimo: Varía según cada normativa autonómica (en Andalucía, 3). Capital mínimo 3.001 €.
- Sociedad Limitada unipersonal (S.L.U.)
- Sociedad civil (S.C.)
- Sociedad comanditaria (S.Com.)
- Sociedad agraria de transformación (S.A.T.)
- Sociedad irregular (S.I.)
- Asociación

## Estados Unidos
En los Estados Unidos, los estados incorporan la mayoría de las empresas, pero algunos tipos especiales están incorporados por el gobierno federal incluyendo bancos nacionales, bancos de ahorro federal y las cooperativas de crédito. Fletados por el gobierno federal son las organizaciones, ya sea una carta emitida por el Congreso o tienen licencia para una operación concreta (por ejemplo, un banco) por una agencia federal. (Muchas dependencias gubernamentales están especialmente formados empresas públicas y algunas organizaciones privadas han recibido una carta del Congreso.) Empresas están obligadas a presentar los artículos de incorporación con una agencia estatal para cada estado que operan pulg Empresas que operan en la capital de la nación archivo con el Distrito de Columbia, pero esto no las hace el gobierno federal fletados.
En los artículos de incorporación, el nombre de la corporación debe ser declarado. Por lo general, por lo menos una palabra de su nombre debe indicar que la entidad es una sociedad (que indica que ha de responsabilidad limitada) en oposición a un individuo (con una responsabilidad ilimitada). También hay restricciones que no pueden utilizarse, por ejemplo, una corporación podrá, en algunos casos, no estará autorizado a usar una palabra o frase que implica es un organismo gubernamental, y en algunos casos puede ser restringido el uso de ciertos términos que hagan referencia especial a las empresas, por ejemplo, la mayoría de los estados prohibir de una sociedad tengan la palabra "banco" en su nombre a menos que se fletó como un banco o tiene un permiso especial. Cada estado tiene diferentes requisitos para formar una empresa y también determinar lo que puede y las denominaciones no se pueden utilizar.
Aunque cada estado tiene sus propias leyes en relación con las empresas, para propósitos de impuestos federales, el Servicio de Impuestos Internos solo reconoce dos tipos de fines de lucro: S corporaciones y empresas C. Las sociedades de responsabilidad limitada y sociedades en comandita son gravados generalmente a una corriente-a través de base, aunque pueden optar por tributar como empresas.
Las siguientes son las principales denominaciones de negocios y tipos:
- Corp, Inc (Corporation, Incorporated), (corporación, incorporada): utiliza para denotar las empresas (públicas o de otro tipo). Estos son los únicos términos universalmente aceptados por todas las 51 agencias de fletamento corporación en los Estados Unidos. Sin embargo, en algunos estados de otros sufijos puedan ser utilizados para identificar una empresa, como Ltd, Co / Empresa, o el italiano plazo SpA (en Connecticut; véase el epígrafe Italia). Algunos estados que permiten el uso de la "Compañía" prohibir el uso de "and Company", "y Co", "& Company" o "& Co". En algunos estados los individuos y las asociaciones podrán registrar un nombre ficticio con la palabra "Compañía" en ella.
- LLC, LC, Co Ltd (limited liability company), (sociedad de responsabilidad limitada): una forma de negocio cuyos propietarios disfrutan de responsabilidad limitada, pero que no es una corporación. Abreviaturas admisibles de variar en cada estado. Tenga en cuenta que Ltd por sí sola no es una abreviatura válida de una LLC, porque en algunos estados (por ejemplo, Texas), puede denotar una sociedad en cambio. Véase también la serie LLC.
- PLLC (professional limited liability company), (sociedad profesional de responsabilidad limitada): Algunos estados no permiten determinados profesionales para formar una LLC que limitaría la responsabilidad que se deriva de los servicios que proporcionan los profesionales como médicos, atención médica, abogados, asesoramiento jurídico y contable, los servicios de contabilidad, cuando la sociedad formada ofrece los servicios de los profesionales. En lugar de los estados permiten una PLLC o en los estatutos LLC, la limitación de responsabilidad solo se aplica a los negocios, tales como los acreedores de la empresa, en contraposición al servicio lado, el nivel de atención médica, servicios jurídicos, contables o prestados a los clientes. Esto está destinado a mantener el más alto las normas éticas que estos profesionales se han comprometido a convertirse de licencia en su profesión y no inmune a la negligencia trajes.
- LP (limited partnership), (sociedad limitada): una asociación en la que algunos socios tienen responsabilidad ilimitada y otros han de responsabilidad limitada
- LLP (limited liability partnership), (sociedad de responsabilidad limitada): una asociación en la que un socio de la responsabilidad por las deudas de la asociación no incluye los actos de negligencia profesional o negligencia
- LLLP (limited liability limited partnership), (responsabilidad limitada, sociedad limitada): una combinación de LP y LLP, permisible en algunos estados
- Professional corporations ("Corporaciones profesionales") (abreviado como PC o PC) son las personas jurídicas por las que muchos corporación estatutos disposiciones especiales, que regula el uso de la forma de sociedad de profesionales con licencia, tales como abogados, arquitectos y médicos.
- General partnership ("Asociación general")
- Sole propietorship ("Empresa Unipersonal")

## Filipinas
- Corp. (Corporation) (Corporación)
- Inc. (Incorporated) (Incorporada)
- Co. (Company) (Compañía): puede ser usada para general partnership
- Ltd. (Limited) (Limitada), Ltd. Co. (Limited Company) (Compañía Limitada): para limited partnership

## Finlandia
- Oyj (julkinen osakeyhtiö): ≈ PLC (RU)
- Oy (osakeyhtiö): ≈ Ltd. (RU). Capital mínimo 2500 €.
- Ky (kommandiittiyhtiö): ≈ limited partnership
- Ay (avoin yhtiö): ≈ general partnership (uso opcional)
- T:mi (toiminimi), Yksityinen elinkeinonharjoittaja: Unipersonal (uso opcional)

Los nombres en sueco también pueden ser usados:
- Abp (publikt aktiebolag) (=Oyj)
- Ab (aktiebolag) (=Oy)
- Kb (kommanditbolag) (=Ky)
- Öppet bolag (=Ay)
- F:ma (firma), Enskild näringsidkare (=T:mi etc.)
- Anl., Andelslag (cooperativa)
- Ideell förening (organización sin fines de lucro)
- Stiftelse (fundación sin fines de lucro)
- EEIG (europeisk ekonomisk intressegruppering, Agrupación Europea de Interés Económico)

## Francais
- SA (Société anonyme) (Sociedad Anónima): ≈ PLC (RU)
- SAS (Société par actions simplifiée) (Sociedad por Acciones Simplificada): Un tipo simplificado de SA, a menudo utilizados para las filiales. Tiene un presidente, pero no junta.
- SASU (Société par actions simplifiée unipersonnelle) (Sociedad por Acciones Simplificada Unipersonal): tipo de SAS pero con un solo miembro
- Sàrl, SARL, SàRL (Société à responsabilité limitée) (Sociedad de Responsabilidad Limitada): ≈ Ltd. (RU)
- SCA (Société en commandite par actions) (Sociedad en Comandita por Acciones): limited partnership con acciones
- SCS (Société en commandite simple) (Socieda en Comandita Simple): limited partnership ordinaria
- SNC (Société en nom collectif) (Socieda en Nombre Colectivo): ≈ general partnership
- EURL (Entreprise unipersonnelle à responsabilité limitée): Negocio Unipersonal de Responsabilidad Limitada
- SCOP (Société coopérative) (Sociedad Cooperativa): ≈ cooperative
- Fondos de Inversión:
  - FCP (Fonds commun de placement): Fondo Común de Inversión
  - SICAF (Société d'investissement à capital fixe): Compañía de Inversión en Capital Fijo
  - SICAV (Société d'investissement à capital variable): Compañía de Inversión de Capital Variable

## Grecia
- A.E. (Anonimι Etairia / Ανώνυμη Εταιρία): ≈ PLC (RU), Capital mínimo 60000 €.
- E.P.E. (Eteria Periorismenis Euthinis / Εταιρία Περιορισμένης Ευθύνης): ≈ Ltd. (RU), Capital mínimo 18000 €.
- M.E.P.E. (Monoprosopi Eteria Periorismenis Euthinis / Μονοπρόσωπη ΕΠΕ): tipo de E.P.E. con un solo miembro
- O.E. (Omorithmos eteria / Ομόρρυθμος Εταιρία): general partnership
- E.E. (Eterorithmos eteria / Ετερόρρυθμος Εταιρία): limited partnership

## Hong Kong
- Ltd. (Limited)/有限公司 (Limitada): puede indicar ya sea un particular o empresa pública por acciones, o una compañía limitada por garantía. En virtud de la Ordenanza de Compañías de Hong Kong (capítulo 32), el nombre de una compañía incorporada de Hong Kong puede ser registrado ya sea en inglés o el idioma chino, o ambas cosas.

## Hungría
- zrt. (zártkörűen működő részvénytársaság): ≈ PLC (RU), privada
- nyrt. (nyilvánosan működő részvénytársaság): ≈ PLC (RU), pública
- kft. (korlátolt felelősségű társaság): ≈ Ltd. (RU)
- kkt. (közkereseti társaság): ≈ general partnership
- bt. (betéti társaság): Sociedad Ilimitada
- kv. (közös vállalat): joint venture

De estos solo nyrt., zrt., y kft. tienen personalidad jurídica.

## India
- Ltd. (Public Limited Company) (Compañía Limitada Publica): ≈ PLC (RU)
- Pvt. Ltd. (Private Limited Company) (Compañía Limitada Privada): ≈ Ltd. (RU) Pueden tener los accionistas 2-50; las acciones no pueden ser negociadas en una bolsa de valores.
- Unlimited Company: Compañía Ilimitada
- Public Sector Unit: Unidad del Sector Público
- Partnership: Asociación
- Sole Proprietorship: Unipersonal
- Family Owned Business: Negocios de Propiedad Familiar
- Cooperative: Cooperativa

## Indonesia
- PT Tbk (Perseroan Terbatas Terbuka or Perseroan Terbuka): ≈ PLC (UK). Cotiza en la bolsa de valores de Yakarta, por ejemplo, PT AKR Corporindo Tbk. Anteriormente también Neerlandés NV (Naamloze Vennootschap)
- PT (Perseroan Terbatas): ≈ Ltd. (UK), p.e. PT Astra Honda Motor
- PT (PERSERO) Tbk, PT (PERSERO): de propiedad estatal o la mayoría de propiedad estatal Tbk PT o PT, por ejemplo, PT Bank Mandiri (Persero) Tbk
- Perusahaan Umum (Perum), Perusahaan Jawatan (Perjan): de propiedad estatal, por ejemplo, las entidades Perum Peruri, Perjan Rumah Sakit Fatmawati
- Persekutuan Komanditer (Dutch: CV – Commanditaire Vennootschaap): limited partnership
- PP (Persekutuan Perdata): partnership
- Maatschap: una asociación profesional, donde los socios son tratados como personas físicas para la responsabilidad fiscal y efectos
- Fa (Firma): una alianza firme con el fin de hacer frente a terceros
- UD (Usaha Dagang): Unipersonal
- Yayasan: fundación
- Koperasi: una cooperativa, donde los clientes/compradores son también los propietarios

## Irán
- شرکت سهامی عام (Sherkat Sahami Am): ≈ PLC (UK), pública
- شرکت سهامی خاص (Sherkat Sahami Khas): ≈ PLC (UK), privada
- شرکت با مسئولیت محدود (Sherkat ba Masouliyat Mahdoud): ≈ Ltd. (UK)
- شرکت مختلط غیر سهامی (Sherkat Mokhtalet Gheyr Sahami): ≈ limited partnership
- شرکت مختلط سهامی (Sherkat Mokhtalet Sahami): mezclado la acción común de asociación
- شرکت تضامنی (Sherkat Tazamoni): ≈ general partnership
- شرکت نسبی (Sherkat Nesbi): sociedad de responsabilidad proporcional
- شرکت تعاونی تولید و مصرف (Sherkat Ta’avoni Tolid va Masraf): cooperativa de producción y consumo

## Irlanda
Al igual que en Reino Unido a continuación, aunque sin la clase de "Community Interest Company" (Compañía de Interés Comunitario). Hay dos formas de sociedad limitada por garantía, pero solo la forma sin un capital social se utiliza ahora. Los nombres en irlandés también pueden utilizarse, como la CPT (cuideachta phoiblé theoranta) para PLC ("Public Limited Company"), (Compañía Publica Limitada); y TEO (Teoranta) para Ltd. ("Limited"), (Limitada).

## Islandia
- hf. (hlutafélag): ≈ PLC (RU)
- ehf. (einkahlutafélag): ≈ Ltd. (RU)
- samlagsfélag: ≈ Asociación Limitada
- sf. (sameignarfélag): ≈ Asociación General
- samvinnufélag: Cooperativa
- einstaklingsfyrirtæki: Unipersonal

## Israel
B.M./BM/בע"מ (Be'eravon Mugbal): "Ltd." (Compañía Limitada)

## Italia

### S.p.A  (Società per Azioni,Sociedad por Acciones)
≈ PLC (UK)
El más adecuado para grandes inversiones. Es jurídicamente efectiva solo si la sociedad está registrada en el Registro de Empresas por el notario. Es el único tipo de sociedad que puede cotizar en bolsa (compañías abiertas). Las S.p.A. pueden ser de dos tipos: "abiertas", que hacen uso del mercado de capital de riesgo (empresas cotizadas o simplemente con acciones repartidas entre el público) y "cerradas", que no les atraen. En las empresas cerradas, el control contable puede confiarse, de acuerdo con una cláusula estatutaria específica, a la misma junta de auditores ("Collegio Sindacale"); en las empresas abiertas, por otro lado, el control contable es legalmente responsabilidad de una empresa auditora ("Revisore Legale"). Autonomía patrimonial perfecta (los socios arriesgan solo lo que han conferido a la sociedad, no sus bienes personales).Capital social mínimo: € 50,000. Al menos el 25% del capital social debe ser pagado a los administradores. Para ciertas empresas, la ley establece un capital mínimo más alto, en relación con la naturaleza específica de la actividad llevada a cabo (este es el caso de las empresas de valores o de las empresas bancarias o financieras). En el caso de que la compañía nazca con un solo accionista, se debe pagar el monto total del capital social. Organismos esenciales: 1. Junta de accionistas; 2. Cuerpo administrativo; 3. cuerpo de control ("Collegio Sindacale" y "Revisore Legale").
Ciertas actividades, como aquella bancaria y los seguros, requieren necesariamente la forma de una S.p.A..
- registrada en el Registro de Empresas en poder de la Cámara de Comercio local.

### S.r.l (Società a responsabilità limitata,Sociedad de Responsabilidad Limitada)
≈ Ltd. (UK)
La escritura de constitución debe hacerse mediante escritura pública ante un notario, que prevé la presentación en el Registro mercantil. La sociedad surge solo si la compañía está registrada en el Registro de Empresas por el notario. Disfruta de una perfecta autonomía patrimonial (los socios solo arriesgan lo que han conferido a la sociedad, no sus activos personales). Capital social mínimo: 1 € (recomendamos un capital de 10.000 € como hasta hace unos años). En el caso de múltiples socios y capital de al menos € 10,000, inicialmente puede pagar el 25% del capital y comprometerse a poner el resto en caso de que los administradores lo soliciten. En el caso de un capital de menos de € 10,000, o de un solo accionista, el capital debe pagarse de inmediato).
- Organismos esenciales: 1. Junta de accionistas; 2. Organismo administrativo (también puede haber un solo Administrador, que también puede ser uno de los socios); también puede tener un solo socio (lo que no es posible, por ejemplo, en las sociedad de carácter personalista). Sin embargo, algunas actividades, como la bancaria y los seguros, requieren la forma de una "S.p.A.". La disciplina administrativa es bastante flexible. Se puede designar un solo administrador, un consejo de administración o, simplemente, varios administradores con poderes separados o conjuntos. Registrada en el Registro de Empresas en poder de la 

### S.a.s (Società in accomandita semplice): Sociedad en Comandita Simple
Caracterizado por la presencia de dos tipos de socios: 1. "accomandatari", para quienes la administración y gestión de la empresa es de exclusiva responsabilidad. Tienen una responsabilidad ilimitada y de apoyo para el cumplimiento de las obligaciones sociales (como para los miembros de S.n.c.); 2. "accomandanti", de las cuales la administración no son responsables, que responden por las obligaciones sociales dentro de los límites de la cuota asignada. No pueden llevar a cabo actos administrativos, y de lo contrario asumen una responsabilidad ilimitada y de apoyo hacia terceros para todas las obligaciones sociales y pueden ser excluidos de la empresa. El nombre de la empresa ("ragione sociale") debe contener el nombre de al menos uno de los socios "accomandatari" y la indicación de que es un "S.a.s." Si el socio "accomandante" acepta que su nombre se incluya en el nombre de la compañía, él responde a terceros sin limitaciones con los socios "accomandatari" por las obligaciones sociales. La administración de la empresa debe confiarse a uno o más socios "accomandatari", por lo que no se admiten administradores no socios. Sin embargo, no es obligatorio que un socio "acomandatari" sea un administrador. Si la escritura de constitución no dispone lo contrario, para el nombramiento de los administradores y para su revocación (en caso de que el administrador no haya sido designado con el contrato social) el consentimiento de los socios "accomandatari" y la aprobación de muchos socios "accomandanti" que representan la mayoría del capital suscrito por ellos. Registrada en el Registro de Empresas en poder de la Cámara de Comercio local.

### S.n.c. ("Società in nome collettivo"): Sociedad en Nombre Colectivo
Modelo básico de sociedad de carácter personalista para el ejercicio de una actividad comercial.El nombre de la empresa debe contener el nombre de al menos uno de los socios y la indicación de que se trata de un "S.n.c." Sin capital mínimo. Caracterizado por la responsabilidad ilimitada y conjunta de los miembros de las obligaciones sociales. No es posible para los miembros hacer un pacto para excluir la responsabilidad personal de uno o más miembros hacia terceros. Sujeto a quiebra, que también conlleva la quiebra de todos los accionistas. La administración y representación generalmente pertenecen a cada accionista. Registrado en el Registro de Empresas en poder de la Cámara de Comercio local.

### s.s. ("Società semplice")
Es la forma básica de sociedad mercantil de carácter personalista. Solo puede tener como objeto el ejercicio de una actividad económica no comercial (es decir, actividad agrícola). Sin capital mínimo. Desventajas: responsabilidad personal ilimitada y solidaridad de todos los socios para las obligaciones sociales. Con el acuerdo específico, se puede excluir la responsabilidad personal de los socios que no han actuado en nombre de la empresa, pero el acuerdo debe ponerse en conocimiento de terceros, de lo contrario, esta limitación de responsabilidad no se realiza realmente. No está sujeto a quiebra. La administración y representación de la sociedad generalmente pertenecen a cada socio por separado de los demás. Hay la posibilidad de establecer pactos son contrarios y los socios, al establecer la empresa, pueden decidir elegir un sistema de administración conjunta para actividades ordinarias y extraordinarias, o disjuntas solo para ordinarios y conjuntas para extraordinarios. También es posible reservar la administración solo para algunos de los socios. Registrada en el Registro de Empresas en poder de la Cámara de Comercio local.

## Japón
Las corporaciones de negocios se denominan Kaisha (会社) y se forman en virtud de la Ley de Sociedades Anónimas de 2005.
- 株式会社 (kabushiki-kaisha o kabushiki-gaisha, "K.K.") - lit. "anónima", la más típica forma de sociedad anónima
- 有限会社 (yūgen-kaisha o yūgen-gaisha, "Y.K.") - lit. "sociedad anónima", una corporación de forma estrecha para las pequeñas empresas, abolido en 2006
- 合同会社 (gōdō-kaisha o gōdō-gaisha) - lit. "la fusión de la compañía," una estrecha corporación de forma similar a la de LLC Americana
- 合資会社 (gōshi-kaisha o gōshi-gaisha) - corporación similar a una sociedad limitada
- 合名会社 (gōmei-kaisha o gōmei-gaisha) - corporación similar a una asociación general

Empresas formadas en virtud de otros estatutos se suele hacer referencia a como hōjin (法人, lit. "Persona jurídica"). Estos incluyen:
- 社団法人 (shadan-hōjin) - asociación incorporada (código civil)
- 財団法人 (zaidan-hōjin) - fundación incorporada (código civil)
- 相互会社 (sōgo-kaisha or sōgo-gaisha) - mutua de seguros (seguro de Derecho Mercantil)
- 学校法人 (gakkō-hōjin) - corporación escolar (escuela de derecho privado)
- 宗教法人 (shūkyō-hōjin) - corporación religiosa (corporación de derecho religioso)
- 監査法人 (kansa-hōjin) - empresa de auditoría (contador público de Derecho)
- 税理士法人 (zeirishi-hōjin) - Corporación de contabilidad fiscal
- 弁護士法人 (bengoshi-hōjin) - corporación de servicios jurídicos (Ley Fiscal)
- 共同組合 (kyōdō-kumiai) - cooperativa (formada bajo varios estatutos espacialidados)
- 信用組合 (shin'yō-kumiai) - unión de crédito (Ley de unión de crédito)
- 信用金庫 (shin'yō-kinko) - Banco Shinkin (Ley del banco Shinkin)

Tipos de Grupos de Servicios Públicos Gubernamentales:
- 地方公共団体 (chihō-kōkyō-dantai) - autoridad local (prefecturas, ciudades, etc.)
  - 一部事務組合 (ichibu-jimu-kumiai) - servicio público de empresa conjunta
  - 全部事務組合 (zenbu-jimu-kumiai) - servicio público de empresa conjunta

Tipos de corporaciones públicas incluyen:
- 特殊法人 (tokusyu-hōjin) - corporación de servicio público
  - 公団 (kōdan) - corporación de inversión pública
  - 公庫 (kōko) - corporación de finanza pública
  - 公社 (kōsha) - corporación de servicio público
- 独立行政法人 (dokuritu-Gyōsei-hōjin) - corporación de servicio público
  - 国立大学法人 (kokuritsu-daigaku-hōjin) - corporación universitaria nacional
  - 公立大学法人 (kōritsu-daigaku-hōjin) - corporación universitaria pública

## Kazajistán
ТОО (Tovarishchestvo s ogranichennoy otvetstvennostyu/Товарищество с ограниченной ответственностью): sociedad de responsabilidad limitada

## Letonia
- SIA (Sabiedrība ar ierobežotu atbildību): ≈ Ltd. (RU)

## Luxemburgo
- S.A. (Société anonyme) (Sociedad Anónima): ≈ PLC (RU)
- Sàrl (Société à responsabilité limitée) (Sociedad de Responsabilidad Limitda): ≈ Ltd. (RU)

## Macedonia
- А.Д. (Акционерско Друштво): ≈ PLC (RU)
- Д.О.О (Друштво со Ограничена Одговорност): ≈ Ltd. (RU)

## Malasia
- Bhd (Berhad): ≈ PLC (RU)
- Sdn Bhd (Sendirian Berhad): ≈ Ltd. (RU)

## México
- S.A.B. (Sociedad Anónima Bursátil)
- S.A.S. (Sociedad por Acciones Simplificada)
- S.A. (Sociedad Anónima: ≈ PLC (RU)
- S.A. de C.V. (Sociedad Anónima de Capital Variable)
- S.A.P.I. (Sociedad Anónima Promotora de Inversión)
- S.A.P.I.B (Sociedad Anónima Promotora de Inversión Bursátil)
- S. de P.R. de R.L. (Sociedad de Producción Rural de Responsabilidad Limitada)
- S. de R.L. (Sociedad de Responsabilidad Limitada): ≈ Ltd. (RU)
- S. en N.C. (Sociedad en Nombre Colectivo)
- S. Coop. (Sociedad Cooperativa)
- S.C. (Sociedad Civil)
- S.S.S. Sociedad de Solidaridad Social
- A.C. (Asociación Civil)
- R.I.F. (Régimen de Incorporación Fiscal) [2]

## Namibia
- Close Corporation: Corporación Cerrada
- Companies: Compañías
- Sole Trader: Unipersonal

## Noruega
- ASA (Allmennaksjeselskap) (Sociedad Anónima): ≈ PLC (UK). Capital mínimo NOK 1000000
- AS (Aksjeselskap) (Corporación): ≈ Ltd. (UK). Capital mínimo NOK 100000.
- KS (Kommandittselskap) (Sociedad limitada): ≈ limited partnership
- ANS (Ansvarlig selskap) (Sociedad con responsabilidad): general partnership con mutua responsabilidad
- DA (Selskap med delt ansvar) (Empresa con responsabilidad compartida): general partnership con responsabilidad aportada
- Enkeltpersonforetak: Unipersonal
- NUF (Norskregistrert utenlandsk foretak): Registro noruego de empresas extranjeras
- KF (Kommunalt foretak): Empresas municipales (Responsabilidad de los propietarios)
- IKS (Interkommunalt selskap): Empresa intermunicipal (responsabilidad de los propietarios)
- FKF (Fylkeskommunalt foretak): empresa del contado
- SF (Statsforetak): Empresa del estado
- Etat: Estado, condado o agencia municipal
- RHF (regionalt helseforetak): Empresas regionales de salud
- HF (helseforetak): Empresa subsidiaria de salud
- BL (Borettslag) (Inquilino): compañía de cuotas de vivienda
- BA (Selskap med begrenset ansvar): Compañía limitada por garantía
- Sparebank: Cajas de ahorro
- Stiftelse (Fundación): con capital pero sin los miembros o accionistas. Está permitido obtener un beneficio, pero es más adecuado para fines no comerciales.

## Nueva Zelanda
LTD (Limited) (Limitada): ≈ PLC o Ltd. (RU). Todas las Compañías de Responsablilidad Limitada de Nueva Zelanda deben usar el sufijo LTD.
хкШТ

## Países Bajos
En los Países Bajos, debe elegir una estructura legal al iniciar una empresa. No se puede operar y ser emprendedor sin elegir una estructura empresarial. La estructura empresarial se elige al registrarse en la Cámara de Comercio Holandesa (KVK). Esta elección determinará, entre otras cosas, la responsabilidad y las obligaciones fiscales. En términos generales, si elige una estructura comercial legal sin personalidad jurídica (propiedad única o sociedad), será personalmente responsable de las deudas en las que incurra su empresa. Si elige una estructura jurídica con personalidad jurídica (bv, nv, cooperativa), la empresa será responsable. Tras el registro de la empresa, también debe elegir el nombre de la empresa. Este nombre debe cumplir ciertos requisitos. Entre otros, el nombre debe ser único y estar disponible.
- N.V. (Naamloze Vennootschap): ≈ PLC (UK). The name means "nameless company".
- B.V. (Besloten Vennootschap): ≈ Ltd. (UK). The name means "secluded company".
- C.V. (Commanditaire Vennootschap): ≈ limited partnership
- Maatschap: ≈ limited liability partnership, a professional partnership where the partners are treated as natural persons for tax and liability purposes
- V.O.F. (Vennootschap Onder Firma): ≈ general partnership
- Coöperatie ("cooperative"), Onderlinge Waarborgmaatschappij ("mutual insurance company"): associations which are allowed to pay dividends to their members; liability may be full, limited (B.A.) or excluded (U.A.)
- Stichting: foundation, a society with capital but without members or shareholders. It is allowed to make a profit, but is more suited for non-commercial purposes.
- Vereniging: "association", a not-for-profit association governed by members who usually have one vote each.

## Pakistán
- Ltd. (Limited) (Limitada): ≈ PLC (RU)
- Pvt. Ltd. (Private Limited Company) (Compañía Privada Limitada): ≈ Ltd. (RU)
- SME Pvt(ltd): Unipersonal

## Paraguay
Según el art. 959 del Código Civil Paraguayo: "Por el contrato de sociedad dos o más personas, creando un sujeto de derecho, se obligan a realizar aportes para producir bienes o servicios, en forma organizada, participando de los beneficios y soportando las pérdidas." Los tipos de sociedades que enumera la citada legislación son:

### Sociedad Simple
Art.1013. Será considerada simple la sociedad que no revista los caracteres de alguna de las otras regladas por este Código o en leyes especiales y que no tenga por objeto el ejercicio de una actividad comercial.

### S.C. o "Y Cía." (Sociedad Colectiva)
Art.1025. En la sociedad colectiva los socios contraen responsabilidad subsidiaria, ilimitada y solidaria, por las obligaciones sociales. Art.1026.- La sociedad colectiva actúa bajo una razón social constituida con el nombre de uno o varios de los socios, con inclusión de las palabras "sociedad colectiva", o su abreviatura. Debe contener las palabras "y compañía", cuando en ella no figura el nombre de todos los socios.

### Sociedad en Comandita Simple
Art.1038. En la sociedad en comandita simple los socios colectivos responden solidaria e ilimitadamente por las obligaciones sociales, y los socios comanditarios responden de las mismas hasta el límite de sus aportes. Las cuotas de participación de los socios no pueden ser representadas por acciones.

### S.A. (Sociedad Anónima)
Art.1048. La sociedad anónima responde de las obligaciones sociales solo con su patrimonio. Las cuotas de participación de los socios están representadas por acciones.

### S.R.L. (Sociedad de Responsabilidad Limitada)
Art.1161. La denominación social debe contener los términos "sociedad de responsabilidad limitada", o la sigla "S.R.L.". Su omisión hará responsable ilimitada y solidariamente al gerente por los actos que celebre en esas condiciones.

### Sociedad en Comandita por Acciones
Art.1179. En la sociedad en comandita por acciones los socios colectivos responden por las obligaciones sociales como los socios de las sociedades colectivas. Los socios comanditarios limitan su responsabilidad al capital que se obligan a aportar; sus aportes se representan por acciones

### Sociedades Constituidas en el Extranjero
Art.1196. Las sociedades constituidas en el extranjero se rigen, en cuanto a su existencia y capacidad, por las leyes del país de su domicilio.

## Perú[6]
- Sociedad Anónima (S.A.)
- Sociedad Anónima Cerrada (S.A.C.)
- Sociedad Anónima Abierta (S.A.A.)
- Sociedad Comercial de Responsabilidad Limitada (S.R.L.)
- Empresa Individual de Responsabilidad Limitada (E.I.R.L.)
- Sociedad por Acciones Cerrada Simplificada (S.A.C.S.)

## Polonia
- S.A. (spółka akcyjna) (Sociedad anónima): ≈ PLC (UK). Capital mínimoPLN 500000 (aprox. 130000 €).
- Sp. z o.o. (spółka z ograniczoną odpowiedzialnością) (sociedad de responsabilidad limitada): ≈ Ltd. (UK)
- P.P. (Przedsiębiorstwo Państwowe): Empresa Estatal
- Spółdzielnia (cooperativa): Tiene personalidad jurídica. También puede ser identificado por la palabra Spółdzielczy (cooperativas) en el nombre de la empresa
- sp.k. (spółka komandytowa) (Sociedad en comandita): ≈ limited partnership
- S.K.A. (spółka komandytowo-akcyjna): sociedad anónima limitada
- sp.p. (spółka partnerska) (Compañía asociciada): ≈ limited liability partnership. También pueden ser identificado por la adición de i partner(zy), (y asociado(s)) en el nombre de la empresa.
- sp.j. (spółka jawna) (empresa pública): ≈ general partnership
- s.c. (spółka cywilna) (empresa civil): tipo de general partnership regulado por el Código Civil
- jednoosobowa działalność gospodarcza (única actividad económica): unipersonal

Referencias: (polaco) Ley de Sociedades Comerciales, de 15 de septiembre de 2000 (Gaceta Oficial n º 94 el tema 1037 en su versión modificada); (polaco) Código Civil de 23 de abril de 1964 (Gaceta Oficial n º 16, tema 93 en su versión modificada); (polaco) Ley de Cooperativas, de 16 de septiembre de 1982 (Gaceta Oficial 2003 n ° 188 tema 1848, modificado)

## Portugal
- S.A. (Sociedade Anónima) (Sociedad anónima): ≈ PLC (UK)
- S.A. (Sociedade Aberta): Sociedad Abierta
- Lda. (Limitada): ≈ Ltd. (UK)
- Unipessoal Lda.: Unipersonal Limitada
- SGPS (Sociedade Gestora de Participações Sociais): Sociedad Gestora de Participaciones Sociales

## Reino Unido
- PLC o Ccc (public limited company, o galés Cwmni Cyfyngedig Cyhoeddus) (Compañía pública limitada): una empresa cuyas acciones podrán ser negociadas públicamente. Requiere una mínima del capital social autorizada de £ 50.000;[7] de la que debe tener asignado a las acciones el valor de al menos £ 50,000 y un mínimo del 25% debe ser pagado sus cuotas íntegramente antes de iniciar el negocio.
- Ltd. o Cyf (Limited, o en galés Cyfyngedig) (Limitada): una empresa privada limitada por acciones, las acciones no se negocian públicamente.
- Unlimited company (o galés Anghyfyngedig) (Compañía ilimitada). Una empresa con capital social, cuyos miembros o accionistas no gozan de responsabilidad limitada en caso de insolvencia de la empresa. No es un requisito para utilizar "Unltd", "Ultd" o "Unlimited" (ilimitada) después del nombre de la empresa, y la mayoría de las empresas no lo agregan. Estas están exentas de la presentación de las cuentas en el Registro de Empresas para la divulgación pública, sin perjuicio de algunas excepciones (a menos que la empresa sea una filial cualificada o una matriz de una sociedad de responsabilidad limitada durante el período contable).
- Company limited by guarantee (Compañía limitada por garantía). Una empresa de este tipo debe incluir "Ltd" o "Limited" (limitada) al final de su nombre (por lo que puede no ser distinguidos fácilmente de una empresa privada limitada por acciones), a menos que no puede distribuir sus beneficios. Estas son comúnmente utilizados por las organizaciones sin fines de lucro, que no incluyen "Ltd" en el final de sus nombres.
- CIC o Community interest company (Compañía de interés de la comunidad).
- Cooperative (Cooperativa).
- LP o Limited partnership (Asociación Limitada).
- LLP o Limited liability partnership (Sociedad de responsabilidad limitada).
- General partnership (Sociedad general)
- Sole trader (Unipersonal)

## República Checa
- a.s., akc. spol. (Akciová společnost) (Sociedad anónima): ≈ PLC (UK). Capital mínimo de acciones CZK 2m (20m para OPVs). Debe tener un consejo de vigilancia y del consejo de administración.
- s.r.o., spol. s r.o. (Společnost s ručením omezeným) (Sociedad de responsabilidad limitada): ≈ Ltd. (UK)
- v.o.s. (veřejná obchodní společnost) (Compañía de negocio público): ≈ general partnership

## Rumania
- S.A. (Societate pe Acţiuni) (Sociedad por acciones): ≈ PLC (UK)
- S.R.L. (societate cu răspundere limitată) (Sociedad con responsabilidad limitada): ≈ Ltd. (UK)
- s.c.s. (societate în comandită simplă) (Sociedad en comandita simple): ≈ limited partnership
- s.c.a. (societate în comandită pe acţiuni) (Sociedad en comandita por acciones):
- s.n.c. (societate în nume colectiv) (Sociedad en nombre colectivo): ≈ general partnership

## Rusia
- OAO (Otkrytoye aktsionernoye obshchestvo/Открытое акционерное общество) ("sociedad anónima abierta"): ≈ PLC (UK), open
- ZAO/ЗАО (Zakrytoe aktionernoye obshchestvo/Закрытое акционерное общество) ("sociedad anónima cerrada")': ≈ PLC (UK), closed (maximum 50 shareholders)
- OOO (Obshchestvo s ogranichennoy otvetstvennostyu/Общество с ограниченной ответственностью ("sociedad con la responsabilidad limitada"): ≈ Ltd. (UK)
- GP/ГП, GUP/ГУП (Gosudarstvennoye unitarnoye predpriyatie/Государственное унитарное предприятие) ("empresa estatal unitaria"): state (unitary) enterprise
- PK/ПK (Proizvodstvenny kooperativ/Производственный кооператив) ("cooperativa de producción"): production cooperative
- IP/ИП (Individualny predprinimatel/Индивидуальный предприниматель) ("empresario individual"): sole proprietorship
- ANO/AHO (Avtonomnaya nekommerchestakaya organizatsiya/Автономная некоммерческая организация ("organización autónoma no comercial"): autonomous non-profit organization

## Serbia
- A.D./А.Д. (Akcionarsko društvo/Акционарско друштво) ("compañía limitada"): ≈ PLC (UK)
- d.o.o./д.о.о. (Društvo s ograničenom odgovornošću/Друштво с ограниченом одговорношћу) ("compañía de responsabilidad limitada"): ≈ Ltd. (UK)

## Singapur
- Ltd (public limited company) (Compañía pública limitada): ≈ PLC (UK). Existen también empresas públicas limitada por garantía, que llevan a cabo actividades sin fines de lucro, el ministro de Hacienda podrá aprobar el registro de este tipo de empresas sin la adición de la palabra "limited" o "Berhad" al nombre.
- Ltd/Pte Ltd (private limited company) (Compañía limitada privada): ≈ Ltd. (UK). Máximo 50 accionistas. Existen también "exentas empresas privadas", ya sea propiedad de no más de 20 empresas no accionistas, o totalmente de propiedad del Estado y designado por el ministro de Hacienda como exenta.
- LLP (limited liability partnership) (Sociedad de responsabilidad limitada): Los propietarios tienen la flexibilidad de operar como una asociación mientras que goza de responsabilidad limitada. Una "LLP" puede demandar y ser demandada, adquirir y poseer bienes, y tienen un sello común.

## Sudáfrica
- Public Company, en afrikáans: Publieke Maatskappy (Compañía pública). Tiene un mínimo de 7 accionistas (a menos que sea una filial de otra empresa) y al menos dos directores. El nombre de la compañía debe terminar en "LTD", y su número de registro termina en /06.
- Private Company/Privaat Maatskappy (Compañía privada): Tiene 1-50 a accionistas, uno o más directores. El nombre debe terminar "(Pty) Ltd"; número de registro termina /07. Número de registro y de los directores nombres deben figurar en toda la correspondencia.
- CC/BK (Close Corporation/Beslote Korporasie) (Corporación cerrada): Tiene 1-10 no-miembros corporativos. El nombre debe terminar "CC" o "BK"; número de registro termina /23. Número de registro y los nombres de los miembros deberá figurar en toda la correspondencia.
- Section 21 Company (Compañía sección 21): Una organización sin fines de lucro. El número de registro termina /21.

## Suecia
- AB (publ) (Publikt aktiebolag) (sociedad anónima): ≈ PLC (UK). Capital mínimo SEK 500000.
- AB (Aktiebolag) (de responsabilidad limitada): ≈ Ltd. (UK). Capital mínimo SEK 100000.
- KB (Kommanditbolag (en comandita)): ≈ limited partnership
- HB (Handelsbolag) (asociación): ≈ general partnership
- Enskild firma (propiedad individual): sole proprietorship
- Ek. för. (Ekonomisk förening): Asociación económica
  - Bostadsrättsförening: Asociación de hogar-propietario
  - Hyresrättsförening: Asociación de hogar-inquilino
  - Kooperativ: Cooperativa

## Suiza
| alemán                                       | francés                                 | italiano                           | Traducción en español                             | Notas |
| AG (Aktiengesellschaft)                      | SA (Société anonyme)                    | SA (Società anonima)               | SA (Sociedad Anónima)                             | ≈ PLC (R.U.) or Inc. (E.U.). Capital social mínimo CHF 100000. Portador o acciones nominativas, de un valor mínimo de CHF 0,01 cada una. Detalles de los accionistas en general, no a disposición del público (excepto para los accionistas principales y la gestión de acciones de empresas que cotizan en bolsa pública). |
| GmbH (Gesellschaft mit beschränkter Haftung) | Sàrl (Société à responsabilité limitée) | Sagl (Società a garanzia limitata) | S. de R.L. (Sociedad de Responsabilidad Limitada) | ≈ Ltd. (R.U.), LLC (E.U.). Capital mínimo de CHF 20000. Solo acciones registradas, de un valor nominal mínimo de CHF 100 cada una. Nombre, dirección y participación de cada propietario (y cualquier cambio) públicamente registrada en el Registro Oficial de Comercio.                                                   |

## Tailandia
- บริษัทมหาชนจำกัด, nombre de formato บริษัท nombre de la corporación จำกัด (มหาชน): ≈ PLC (UK). Mínimo 15 accionistas.
- บริษัทเอกชนจำกัด (nombre de formato บริษัท nombre de la corporación จำกัด): ≈ Ltd. (UK). Mínimo 3 accionistas.
- ห้างหุ้นส่วนจำกัด (nombre de formato ห้างหุ้นส่วน nombre de la corporación จำกัด): ≈ limited partnership
- ห้างหุ้นส่วนสามัญนิติบุคคล (nombre de formato ห้างหุ้นส่วน nombre de la corporación): ≈ general partnership

## Turquía
- sociedades anónimas (A.Ş.)[8]
- sociedades limitadas (Ltd. Şti.) con un solo accionista.
- Sociedades comanditarias
- Compañías colectivas
- Sociedades cooperativas

## Ucrania
- VAT/ВАТ( Вiдкрите акцiонерне товариство): ≈ PLC (UK), pública. Capital mínimo UAH 500000.
- ZAT/ЗАТ (Закрите акцiонерне товариство): ≈ PLC (UK), privada
- DAT/ДАТ (Державне акціонерне товариство): ≈ PLC (UK), nacional
- TOV/TOB (Товариство з обмеженою відповідальністю): ≈ Ltd. (UK). Capital mínimo UAH 50000.
- TDV/ТДВ (Товариство з додатковою відповідальністю): compañía de responsabilidad adicional
- KT (komandytne tovarystvo): ≈ limited partnership
- PT/ПT (povne tovarystvo): ≈ general partnership
- FOP/ФОП (fizychna osoba pidpryemets): sole proprietorship

La formación de la compañía es regulada por el código civil ucraniano y por el código de negocios.

## Uruguay
- Sociedad colectiva
- Sociedad en comandita
- Sociedad de capital e industria
- Sociedad de responsabilidad limitada
- Sociedad anónima
- Sociedad por acciones simplificada

## Uzbekistán
- MChJ (Mas'uliyati Cheklangan Jamiyat/Масъулияти Чекланган Жамият) (sociedad de responsabilidad limitada): limited liability company

## Venezuela
- S.A. (Sociedad Anónima) ≈ Inc. (UK)
- C.A. (Compañía Anónima) ≈ Inc. (UK)
- S.A.C.A (Sociedad Anónima de Capital Autorizado)
- S.A.I.C.A (Sociedad Anónima Inscrita de Capital Abierto)
- S.R.L. (Sociedad de Responsabilidad Limitada) ≈ Ltd. (UK)
- R.L. (Asociación Cooperativa de Responsabilidad Limitada. La ley obliga usar el nombre "Cooperativa" dentro de la razón social)
- R.S. (Asociación Cooperativa de Responsabilidad Suplementada. La ley obliga usar el nombre "Cooperativa" dentro de la razón social)
- F.P. (Firma personal, una entidad comercial bajo responsabilidad jurídica de personas naturales bien sean unipersonales o en nombre colectivo. La ley obliga usar el apellido del propietario en la razón social de las FP unipersonales.)

## Vietnam
- TNHH/Cty TNHH (Công ty trách nhiệm hữu hạn) (Compañía de responsabilidad limitada): limited liability company